# Wolf (Exo)
Wolf è un singolo del gruppo musicale EXO, pubblicato il 30 maggio 2013 come estratto dal primo album in studio XOXO.

## Classifiche
| Classifica (2013) | Posizione massima |
| ----------------- | ----------------- |
| Corea del Sud     | 10                |